# Ron Schallenberg
Ron Schallenberg (Paderborn, 6 ottobre 1998) è un calciatore tedesco, centrocampista dello Schalke 04.

## Carriera
Cresciuto nel settore giovanile del Paderborn, dal 2016 al 2018 gioca nella squadra riserve del club tedesco in Regionalliga dopodiché viene ceduto in prestito per due stagioni al Verl sempre in quarta divisione.
Rientrato al club nerazzurro nel 2020, debutta in prima squadra il 13 settembre in occasione dell'incontro di DFB-Pokal vinto 5-0 contro il Wiedenbrück. Successivamente diviene capitano del club.
Il 19 giugno 2023 viene acquistato dallo Schalke 04, con cui firma un contratto triennale con decorrenza dal 1º luglio seguente.

## Statistiche
Statistiche aggiornate al 19 giugno 2023.

### Presenze e reti nei club
| Stagione            | Squadra             | Campionato          | Campionato | Campionato | Coppe nazionali | Coppe nazionali | Coppe nazionali | Coppe continentali | Coppe continentali | Coppe continentali | Altre coppe | Altre coppe | Altre coppe | Totale | Totale | Totale |
| Stagione            | Squadra             | Comp                | Pres       | Reti       | Comp            | Pres            | Reti            | Comp               | Pres               | Reti               | Comp        | Pres        | Reti        | Pres   | Reti   |        |
| ------------------- | ------------------- | ------------------- | ---------- | ---------- | --------------- | --------------- | --------------- | ------------------ | ------------------ | ------------------ | ----------- | ----------- | ----------- | ------ | ------ | ------ |
| 2016-2017           | Paderborn II        | RL                  | 21         | 0          |                 | -               | -               |                    | -                  | -                  |             | -           | -           | 21     | 0      |        |
| 2017-2018           | Paderborn II        | RL                  | 20         | 0          |                 | -               | -               |                    | -                  | -                  |             | -           | -           | 20     | 0      |        |
| Totale Paderborn II | Totale Paderborn II | Totale Paderborn II | 41         | 0          |                 |                 |                 |                    |                    |                    |             |             |             | 41     | 0      |        |
| 2017-2018           | Paderborn           | 3L                  | 0          | 0          | CG              | 0               | 0               |                    | -                  | -                  | WC          | 5           | 1           | 5      | 1      |        |
| 2018-2019           | Verl                | RL                  | 27         | 4          | CG              | 0               | 0               |                    | -                  | -                  |             | -           | -           | 27     | 4      |        |
| 2019-2020           | Verl                | RL                  | 23         | 5          | CG              | 3               | 1               |                    | -                  | -                  |             | -           | -           | 26     | 6      |        |
| Totale Verl         | Totale Verl         | Totale Verl         |            |            |                 | 3               | 1               |                    |                    |                    |             |             |             | 53     | 10     |        |
| 2020-2021           | Paderborn           | 2L                  | 31         | 1          | CG              | 3               | 0               |                    | -                  | -                  |             | -           | -           | 34     | 1      |        |
| 2021-2022           | Paderborn           | 2L                  | 31         | 3          | CG              | 1               | 0               |                    | -                  | -                  |             | -           | -           | 32     | 3      |        |
| 2022-2023           | Paderborn           | 2L                  | 33         | 3          | CG              | 2               | 0               |                    | -                  | -                  |             | -           | -           | 35     | 3      |        |
| Totale Paderborn    | Totale Paderborn    | Totale Paderborn    | 95         | 7          |                 | 6               | 0               |                    |                    |                    |             | 5           | 1           | 106    | 8      |        |
| 2023-2024           | Schalke 04          | 2.B                 | 26         | 0          | CG              | 2               | 0               |                    | -                  | -                  |             | -           | -           | 28     | 0      |        |
| Totale carriera     | Totale carriera     | Totale carriera     | 212        | 16         |                 | 11              | 1               |                    | -                  | -                  |             | 5           | 1           | 228    | 18     |        |